# Stadens ende speleman
Stadens ende speleman är ett studioalbum från 1988 av det svenska dansbandet Thorleifs.

## Låtlista
1. Stadens ende speleman
2. En liten del av himlen
3. Aldrig, aldrig
4. Ett paradis
5. Får jag följa dig när du går hem ikväll
6. Drömmarnas tid är förbi
7. Stad i ljus
8. Vi tillsammans
9. Se dig inte om
10. Dansa med vindarna
11. Det värmer mig
12. Fem röda rosor
13. Jag minns ännu de orden
14. Är du min älskling än?
15. Vi fann vägen tillbaka
16. Gråt inga tårar